# Саксонская династия

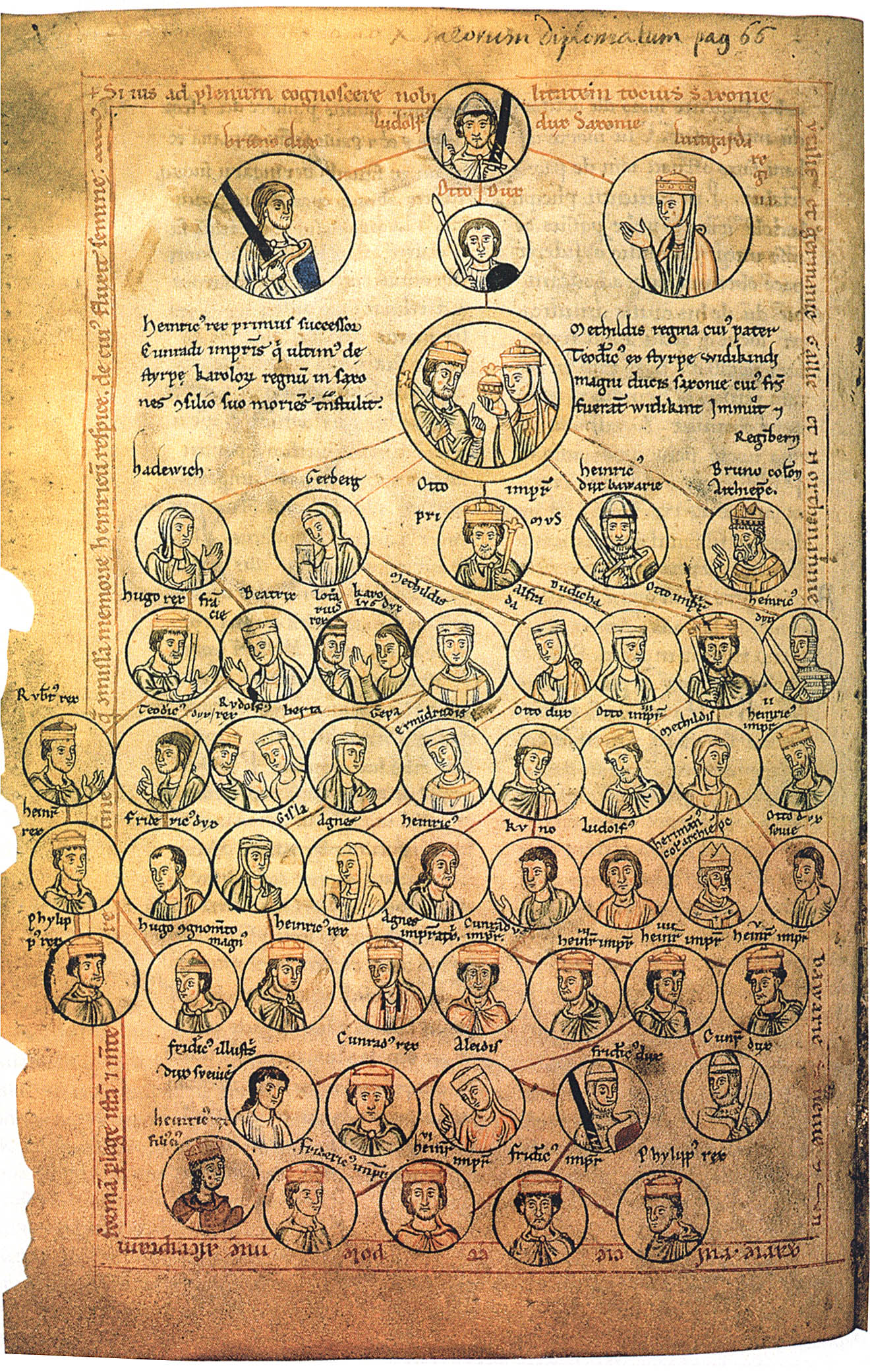
Генеалогическое древо Саксонской династии в манускрипте XII века.

Саксонская династия — династия германского происхождения, ряд представителей которой были королями Восточно-Франкского королевства (Германии) и императорами Священной Римской империи. Также известна под именем Людольфинги (нем. Liudolfinger) — в честь основателя династии, а также Оттоны (нем. Ottonen) по имени наиболее известных представителей.

## История династии
Происхождение династии выводят от Бруно Энгернского, саксонского конунга, отделившегося с энграми и остфалами от язычников саксов. Однако достоверно генеалогия прослеживается с Людольфа (ум. 864/866), графа в Восточной Саксонии (Остфалии) с ок. 840 года. Позднейшие хронисты упоминают его как герцога восточных саксов (лат. dux orientalis Saxonum). Его сыновья Бруно и Оттон I (ум. 912) были герцогами в Саксонии. Сын Оттона I, Генрих I Птицелов (ум. 936) после смерти короля Восточно-Франкского королевства Конрада I Франконского был избран в 919 году королём. Сын Генриха I, Оттон I Великий (912—973) значительно расширил территорию королевства, а в 962 году был коронован императором, основав Священную Римскую империю. От другого сына Генриха I, Генриха I, герцога Баварии, пошла Баварская ветвь.
Старшая линия прекратилась со смертью императора Оттона III в 1002 году, после чего императором стал представитель Баварской ветви, Генрих II Святой. После смерти Генриха II в 1024 году династия угасла, на престоле Восточно-Франкского королевства её сменили короли Салической династии.
Существовала также швабская ветвь Саксонской династии, родоначальником которой был старший сын императора Оттона I, Людольф, герцог Швабии. Ветвь угасла в 982 году со смертью его сына Оттона I, герцога Швабии и Баварии.

## Известные представители

### КоролиВосточно-Франкского королевства(Германии) и императорыСвященной Римской империи
- Генрих I Птицелов
- Оттон I Великий
- Оттон II Рыжий
- Оттон III
- Генрих II Святой

### Другие известные представители
- Людольф, граф в Остфалии, герцог Саксонии
- Бруно, герцог Саксонии
- Оттон I, герцог Саксонии
- Генрих I, герцог Баварии
- Генрих II, герцог Баварии
- Людольф, герцог Швабии, вице-король Италии
- Оттон I, герцог Швабии и Баварии
- Бруно Великий, архиепископ Кёльна и герцог Лотарингии
- Вильгельм, архиепископ Майнца
- Бруно, князь-епископ Аугсбурга
- Матильда II — настоятельница Эссенского аббатства